# Mjanma na Mistrzostwach Świata w Lekkoatletyce 2013
Mjanma na Mistrzostwach Świata w Lekkoatletyce 2013 – reprezentacja Mjanmy podczas czempionatu w Moskwie liczyła 1 zawodnika.

## Występy reprezentantów Mjanmy
| Konkurencja            | Zawodnik     | Eliminacje | Eliminacje | Półfinał | Półfinał | Finał    | Finał   |
| Konkurencja            | Zawodnik     | Rezultat   | Pozycja    | Rezultat | Pozycja  | Rezultat | Pozycja |
| ---------------------- | ------------ | ---------- | ---------- | -------- | -------- | -------- | ------- |
| Bieg na 400 m mężczyzn | Thet Zaw Win | DSQ        | DSQ        | NQ       | NQ       | NQ       | NQ      |